# Erhan Ufak
Erhan Ufak, né le 5 mai 1977 à Elâzığ, est un acteur turc.

## Filmographie

### Au cinéma
- 2006 : La Vallée des loups - Irak : Erhan Ufuk
- 2017 : Kurtlar Vadisi Vatan : Erhan Ufuk

### À la télévision
- 2003–2005 : Kurtlar Vadisi : Erhan Ufuk : 3 saisons
- 2007 : Kurtlar Vadisi Terör : Erhan Ufuk : 2 épisodes
- 2007–2016 : Kurtlar Vadisi Pusu : Erhan Ufuk : 10 saisons